# 金家河镇
金家河镇，是中华人民共和国陕西省汉中市略阳县下辖的一个乡镇级行政单位。

## 行政区划
金家河镇下辖以下地区：
金家河村、走马村、天台村、寒峰村、惠家坝村、三岔子村和黄家沟村。